# 데비 토머스
데비 재닌 토머스(영어: Debi Janine Thomas, 1967년 3월 25일 ~ )는 미국의 피겨 스케이팅 선수이자 의사이다. 그녀는 1986년 세계 선수권 대회에서 우승했고, 전미국 선수권 대회에서 2연패했다. 그녀는 1988년 올림픽에서 동메달을 획득했다.

## 개인 생활
토머스는 뉴욕주 포킵시에서 태어났다. 그녀는 캘리포니아주 산호세에서 자랐다. 그녀의 부모는 그녀가 어릴때 이혼했다.

## 선수 경력
토머스는 5세때 산호세에서 스케이트를 배우기 시작했다. 그녀는 9세때 피겨 스케이팅 대회에서 1위를 했다.
그녀는 1983년에 선수 생활을 시작했고, 로스앤젤레스 피겨 스케이팅 클럽을 표현하기 시작했다. 데비가 10세때부터 21세때 아마추어 무대에서 은퇴할때까지 알렉스 맥 고원의 지도를 받았다. 토머스는 1987년에 아킬레스건 건염과 발목 부상을 겪었고, 전미국 선수권 대회에서 질 트레나리에 이어 은메달을 획득했다. 그녀는 세계 선수권 대회에서 반등했고, 동독의 스케이트 선수 카타리나 비트에 이어 2위를 했다. 동메달을 획득함으로써, 토머스는 동계 올림픽에서 어떤 메달을 딸수있는 최초의 흑인 선수가 되었다.
그녀는 1988년 캘거리 동계 올림픽에서 동메달을 땄다. 토머스가 1988년 세계 선수권 대회에서 동메달을 획득한후 현역 무대에서 물러났다.

## 의사 경력
토머스가 선수생활을 마감한후, 정형외과 의사가 되기 위해 학교에 갔다.